# Love, Needing
Love, Needing è un singolo della cantante giapponese Mai Kuraki, pubblicato nel 2005 ed estratto dall'album Fuse of Love.

## Tracce
- CD

1. Love, Needing
2. Moon serenade, Moonlight
3. 明日へ架ける橋: Ballad ver.